# خانلر قراچورلو
خانلر قراچورلو (زاده ۱۳۰۴ در بجنورد، درگذشت ۱۳۷۹)سیاست‌مدار ایرانی بود که در دوره بیست و چهارم مجلس شورای ملی بعنوان نماینده بجنورد از استان خراسان شمالی در مجلس شورای ملی حضور داشت. او فرزند حسینقلى قراچورلو از ملاکین بجنورد و خواهرزاده سردار معزز بجنوردی بود